# Benito Yllaconza
Benito Yllaconza (Callao, 18 de febrero de 1991) es un futbolista peruano. Juega de centrocampista  y su actual equipo es Stella Maris que participa en la Copa Perú.

## Trayectoria
Benito Yllaconza destaca en la posición de volante por derecha o creativo. Se formó en la Academia Cantolao y forma parte del FC Haka desde el 2009 , primero integró el equipo Sub-19 y luego fue ascendido al primer equipo.

## Clubes
| Club                | País      | Año         |
| ------------------- | --------- | ----------- |
| FC Haka             | Finlandia | 2009-2010   |
| Unión Comercio      | Perú      | 2011-2012   |
| Unión Huaral        | Perú      | 2013-2016   |
| Defensor Laure Sur  | Perú      | 2017 - 2018 |
| Credicoop San Román | Perú      | 2019        |
| Unión Huaral        | Perú      | 2020        |
| Defensor Laure Sur  | Perú      | 2022        |
| Walter Ormeño       | Perú      | 2022        |
| Stella Maris        | Perú      | 2024 -      |

## Palmarés

### Distinciones individuales
| Distinción                                                                             | Año  |
| -------------------------------------------------------------------------------------- | ---- |
| Incluido en el equipo ideal de la Copa Perú según el portal periodístico DeChalaca.com | 2013 |